# Dorobanțu (Tulcea)
Pour les articles homonymes, voir Dorobanțu.
Dorobanțu est une commune roumaine située dans le județ de Tulcea.